# فرنسيسكو خافيير أرانا
فرنسيسكو خافيير أرانا (بالإسبانية: Francisco Javier Arana)‏ هو سياسي غواتيمالي، ولد في 5 ديسمبر 1905 في غواتيمالا، وتوفي في 18 يوليو 1947 في غواتيمالا. حزبياً، نشط في Anti-Communist Unification Party ‏.